# Bank of the West Tower (Albuquerque)
Bank of the West Tower es un edificio de oficinas de gran altura en Albuquerque, la ciudad más poblada del estado de Nuevo México (Estados Unidos). Está ubicado en la Avenida Central a unos 6 km este del centro. Con 64,9 m de altura, la torre de 17 pisos fue el edificio más alto de Nuevo México cuando se completó en 1963. Ahora es el quinto edificio más alto del estado y el más alto fuera del centro de Albuquerque. El edificio fue desarrollado por Del Webb Corporation y diseñado por el estudio de arquitectura Flatow, Moore, Bryan y Fairburn. Durante la mayor parte de su historia, la torre albergó una sucesión de sucursales bancarias.

## Historia
La torre fue construida por Del Webb Corporation y originalmente albergaba la sucursal East Central del First National Bank of New Mexico. El nombre original del edificio era First National Bank Building East para evitar confusiones con el First National Bank Building, situado en el centro de la ciudad. La ceremonia de inauguración tuvo lugar el 12 de julio de 1961 y el banco se inauguró oficialmente el 16 de febrero de 1963. Durante la construcción, los constructores supuestamente colocaron números en el costado del edificio para evitar que los conductores se distraigan al tratar de contar el número de pisos.
Con 64,9 m de altura, superó al New Mexico Bank & Trust Building para convertirse en el más alto de Nuevo México. Su construcción, lejos de los rascacielos existentes en el centro de la ciudad, reflejó un cambio continuo de personas y capital desde el decadente centro de la ciudad de Albuquerque hacia Northeast Heights, más suburbano. El edificio estaba destinado a convertirse en el punto focal de un nuevo desarrollo urbano llamado First National Bank Center, aunque finalmente solo se construyó otra torre, un edificio de oficinas adyacente de 10 pisos que alguna vez albergó la sede de Microsoft. Con los esfuerzos de renovación urbana en marcha en el centro de la ciudad, el nuevo rascacielos perdió su título como el edificio más alto de la ciudad frente al Compass Bank Building solo tres años después de su apertura, aunque sigue siendo el edificio más alto de la ciudad fuera del centro de la ciudad.
La sucursal del First National Bank ocupó originalmente los dos primeros pisos del edificio, mientras que el sótano albergaba las bóvedas y las cajas de seguridad, una sala de eventos y una cafetería. Los dos pisos superiores estaban reservados para el Albuquerque City Club, exclusivo para miembros. Las instalaciones del club incluían un bar, comedor, salón de belleza y saunas en el piso 16, y un gimnasio y una terraza en la azotea "para bailar, tomar el sol y otras actividades al aire libre" en el piso 17. El club cerró después de solo dos años y su espacio finalmente se convirtió en dos áticos residenciales, que permanecieron en su lugar a partir de 2015 junto con una cancha de ráquetbol en la azotea.
First National Bank fue comprado por First Security Bank en 1993, y el nombre y la señalización del edificio cambiaron en consecuencia. La torre fue renombrada nuevamente en 2001 cuando Bank of the West compró la sucursal. Bank of the West abandonó el edificio en 2012. Es utilizado por varios departamentos estatales.

## Arquitectura
El Bank of the West Tower fue diseñado por la firma de Albuquerque de Flatow, Moore, Bryan y Fairburn, que también fue responsable del Del Webb Building casi idéntico en Phoenix (luego remodelado extensamente). El edificio tiene 17 plantas sobre rasante y un sótano, lo que da un total de 9848 m²  de superficie. La estructura es de hormigón armado vertido en el lugar y se emplearon vigas postesadas para distribuir el peso de cada piso a las columnas exteriores de la torre y al núcleo central, lo que permite un interior sin columnas. El sistema de postesado también redujo la altura total de cada piso, lo que permitió a los desarrolladores agregar un piso adicional sin cambiar la altura planificada.
La planta baja del edificio cuenta con pilares revestidos con mármol italiano gris que enmarca 28 grandes ventanales de vidrio. El vestíbulo y el vestíbulo del banco tenían un acabado original de mármol gris y de color crema con molduras de nogal y aluminio, mientras que en los pisos superiores se utilizó "un revestimiento de vinilo marmolado griego de color verde oscuro". Los vestíbulos de los ascensores estaban decorados con 15 murales de 2,4 por 3,7 m de Alice Garver que representan varios aspectos de la historia de Nuevo México, incluidos los pueblos indígenas (segundo piso), vagones cubiertos (piso 10), la Era atómica (piso 16) y el duque de Alburquerque (piso 17). Como gran parte del trabajo de Garver, los murales eran frágiles y no han sobrevivido.
En el exterior, se utilizó pintura blanca y vidrios polarizados para reducir la carga de enfriamiento del edificio. Cada enjuta está revestida con baldosas de cerámica dorada, que el arquitecto Max Flatow describió como que contiene oro real de 23 quilates, diciendo: "Seríamos una sociedad más rica si usáramos nuestras cosas preciosas en edificios en lugar de enterrarlas en el suelo". Se requirieron aproximadamente 2,5 millones de las baldosas cuadradas de una pulgada para cubrir el edificio. El exterior de la torre también está decorado con mamparas de aluminio de color dorado en el undécimo piso.
La parte superior del edificio presentaba originalmente el texto "FIRST NATIONAL BANK" en letras verdes iluminadas en los cuatro lados. Este fue reemplazado en 1993 con "FIRST SECURITY BANK" en letras rojas, y luego en 2001 con el logotipo del Banco de Occidente. A partir de 2012, el edificio ya no cuenta con señalización exterior.